# Solanum interandinum
Solanum interandinum är en potatisväxtart som beskrevs av Friedrich August Georg Bitter. Solanum interandinum ingår i släktet skattor som ingår i familjen potatisväxter. IUCN kategoriserar arten globalt som sårbar. Inga underarter finns listade i Catalogue of Life.